# Hilachas
Las hilachas son un plato originario de la cocina guatemalteca que se asemeja a la ropa vieja.  Generalmente consiste en carne de res hervida y desmenuzada servida con salsa de tomate y tomatillo, papas, zanahorias y chiles guajillo. El plato es muy común en América Central.